# Walter Ludin
Walter Ludin (27 de febrero de 1908-abril de 1964) fue un deportista suizo que compitió en remo como timonel. Ganó nueve medallas en el Campeonato Europeo de Remo entre los años 1925 y 1955.

## Palmarés internacional
| Campeonato Europeo | Campeonato Europeo       | Campeonato Europeo | Campeonato Europeo |
| Año                | Lugar                    | Medalla            | Prueba             |
| ------------------ | ------------------------ | ------------------ | ------------------ |
| 1925               | Praga (Checoslovaquia)   | Medalla de oro     | Dos con timonel    |
| 1925               | Praga (Checoslovaquia)   | Medalla de bronce  | Cuatro con timonel |
| 1927               | Como (Italia)            | Medalla de plata   | Ocho con timonel   |
| 1949               | Ámsterdam (Países Bajos) | Medalla de plata   | Cuatro con timonel |
| 1950               | Milán (Italia)           | Medalla de plata   | Dos con timonel    |
| 1951               | Mâcon (Francia)          | Medalla de plata   | Dos con timonel    |
| 1951               | Mâcon (Francia)          | Medalla de plata   | Cuatro con timonel |
| 1954               | Ámsterdam (Países Bajos) | Medalla de oro     | Dos con timonel    |
| 1955               | Gante (Bélgica)          | Medalla de oro     | Dos con timonel    |